# 胡深 (天順甲申進士)
胡深（1433年—1492年），字以道，江西省新建縣人，遼東定遼後衛軍籍，治《書經》。

## 生平
八月初九日生，行四。由國子生中式山東鄉試第二十七名舉人，會試中式第十二名。
英宗天順八年（1464年），年三十二歲中式天順八年甲申科第三甲第六名進士。授給事中。憲宗時，爭慈懿太后山陵事。后與同官陳宏、鄭己、何純、方昇、張進祿上疏彈劾官員，不被採納。之後下獄，因毛弘等論救，於是判杖二十，恢復官職。不久被追究在巡按陝西時杖殺訴冤者，被貶為黔陽縣縣丞，不久遷郁林知州。

## 家族
曾祖胡祥卿；祖胡福仁；父胡景泉；母程氏；繼母周氏。永感下，妻白氏，兄盛；源；澄。